# 데빈 렌스
데빈 파비안 자이로 렌스 (Devyne Fabian Jairo Rensch, 2003년 1월 18일 ~ )는 네덜란드의 축구 선수이며, 현재 이탈리아 세리에 A의 로마에서 라이트백으로 뛰고 있다.